# Liste in Togo vorhandener Dampflokomotiven
Dies ist eine Liste erhaltener Dampflokomotiven auf dem Gebiet von Togo.

## Spurweite 1000 mm
| Foto | Nummer oder Name         | Bauart / Achsfolge | Hersteller                                       | Fabrik- nr. | Baujahr | Historie | Eigentümer / Betreiber / Strecke | Standort | Bemerkungen |
| ---- | ------------------------ | ------------------ | ------------------------------------------------ | ----------- | ------- | --- | -------------------------------- | -------- | --- |
|      | SNCT (CFT) 2-8-2 No. 108 | 1' D '1            | Haine-St. Pierre                                 |             | 1931    | |                                  | Lomé     | [ 1 ] |
|      | YP 2257                  | 2' C 1'            | Krauss-München                                   | 18077       | 1954    | ex Western Railway (Indien) YP 2257 (1999 vh, Jetalsar) / 09.2000 Railroad Development Corp. RDC, Pittsburgh [USA], für Lomé [Togo] | Railroad Development Corporation | Lomé     | beide Lokomotiven gehören der indischen Baureihe YP an, sind ölgefeuert, wurden im Jahr 2000 aus Indien beschafft und sind im Lokschuppen von Lomé hinterstellt. |
|      | YP 2684                  | 2' C 1'            | Telco (Tata Engineering and Locomotive Co. Ltd.) | 969         | 1966    | ex Western Railway (Indien) YP 2684                                                                                                 | Railroad Development Corporation | Lomé     | beide Lokomotiven gehören der indischen Baureihe YP an, sind ölgefeuert, wurden im Jahr 2000 aus Indien beschafft und sind im Lokschuppen von Lomé hinterstellt. |